# 🇺🇳
🇺🇳 is een Unicode vlagsequentie emoji die gebruikt wordt als regionale indicator voor de Verenigde Naties. Dit is tezamen met 🇪🇺 de enige Regional Indicator voor een marcro-regio. De meest gebruikelijke weergave is die van de vlag van de Verenigde Naties, maar op sommige platforms (waaronder Microsoft Windows) ziet men de letters UN.
De vlagsequentie is opgebouwd uit de combinatie van de Regional Indicator Symbols 🇺 (U+1F1FA) en 🇳 (U+1F1F3), tezamen de ISO 3166-1 alpha-2 code UN voor de Verenigde Naties vormend.
Deze emoji is in 2010 geïntroduceerd met de Unicode 6.0-standaard.

## Gebruik

De landsvlag van Verenigde Naties

Deze emoji wordt gebruikt als regionale aanduiding van de Verenigde Naties.

## Codering

De Twemoji-implementatie

### Unicode
In Unicode vindt men de 🇺🇳 met de codesequentie U+1F1FA U+1F1F3 (hex).

### Shortcode
Er zijn shortcodes  voor 🇺🇳; in Github kan deze opgeroepen worden met :united_nations:,  in Slack kan het karakter worden opgeroepen met de code :flag-un:.